# Bitwa pod Fleurus (1622)

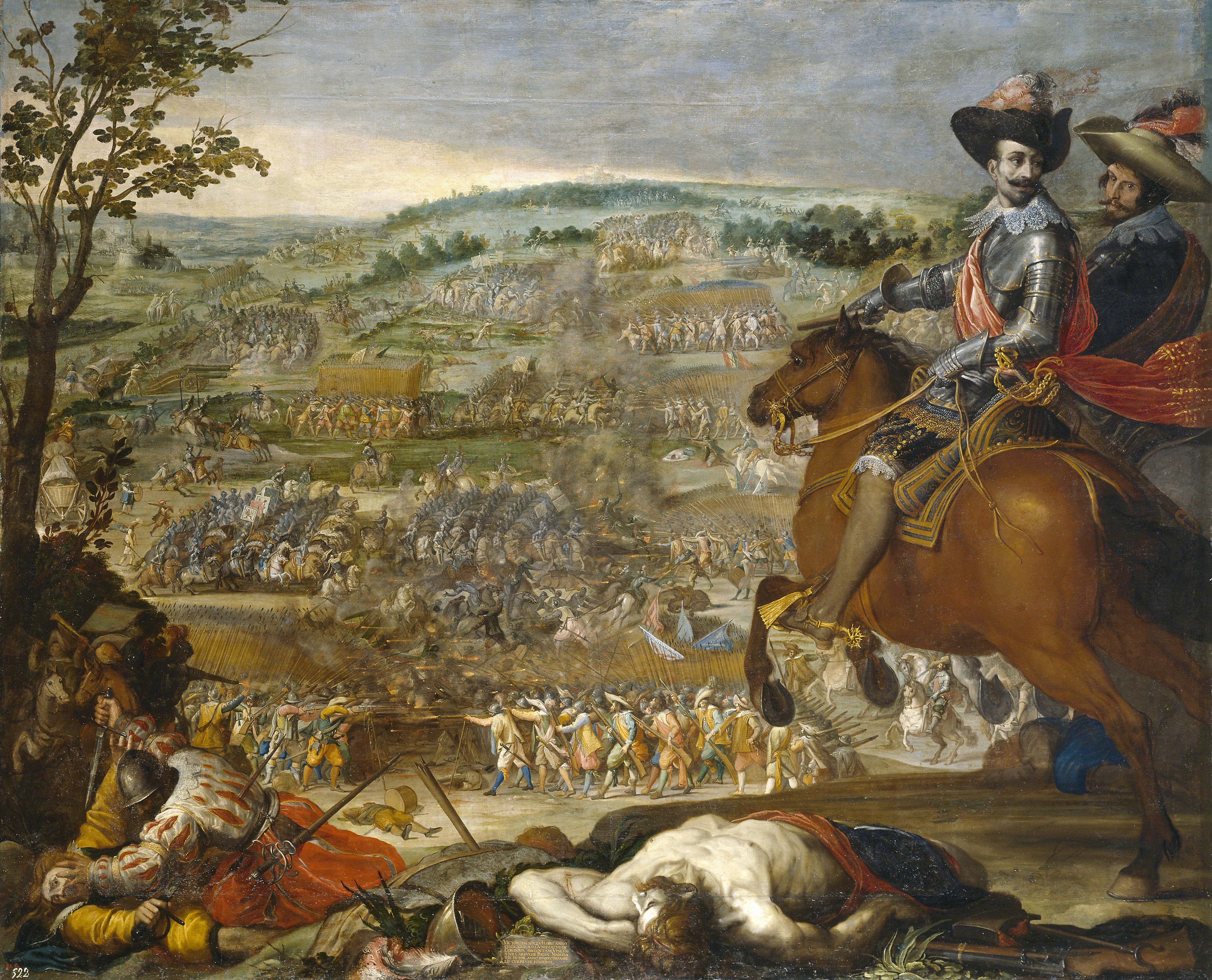
Bitwa pod Fleurus

Bitwa pod Fleurus – starcie zbrojne, które miało miejsce 29 sierpnia 1622 roku podczas wojny trzydziestoletniej.
Podczas gdy sprzymierzona armia katolicka składająca się z sił hiszpańskich i Ligi Katolickiej prowadziła działania mające na celu całkowitą okupację Palatynatu, druga hiszpańska armia dowodzona przez Ambrosio Spinolę przystąpiła do oblężenia twierdzy Bergen op Zoom położonej przy ujściu rzeki Skaldy.
Na wiadomość o ofensywnych działaniach katolików, z Alzacji w kierunku hiszpańskich Niderlandów wyruszyły protestanckie armie Mansfelda i księcia Brunszwickiego. Dla ich powstrzymania ze wschodu nadchodziła armia dowodzona przez Gonzala de Cordobę. Pod Fleurus na południowym zachodzie obecnej Belgii zagrodził on drogę wojskom protestanckim. 
Obie armie spotkały się w pobliżu Fleurus wieczorem 28 sierpnia, lecz bitwa rozpoczęła się dopiero następnego dnia około 3:00 atakiem wojsk protestanckich na hiszpańskie pozycje. Po czterech nieudanych natarciach, które zostały odparte z ogromnymi stratami, piąte, przeprowadzone około południa zakończyło się sukcesem i przedarciem się przez linie ugrupowania nieprzyjaciela. W ten sposób za cenę ciężkich strat (m.in. książę Brunszwicki podczas brawurowego ataku stracił rękę) wojska protestanckie zdołały przedostać się do Holandii, choć w trakcie odwrotu wojska Mansfelda zostały zaatakowane przez kawalerię hiszpańską i poniosły duże straty (około 2 tys. zabitych). 30 września Hiszpanie zwinęli oblężenie Bergen op Zoom.